# Aeropuerto Municipal de Santa Bárbara
El Aeropuerto de Santa Bárbara (IATA: SBA, OACI: KSBA, FAA LID: SBA) (del inglés: Santa Barbara Airport), está a 11 km (7 millas) al oeste del centro de Santa Bárbara, California. SBA cubre 384 ha (948 acres) de tierra.
Está cerca de la Universidad de California en Santa Bárbara y la ciudad de Goleta. El aeropuerto se anexó a la ciudad de Santa Bárbara por un corredor de 11 km (7 millas) de largo y 90 m (300 pies) de ancho, principalmente debajo del Océano Pacífico (una anexión limitada). La mayor parte del aeropuerto está a 10 a 15 pies sobre el nivel del mar y limita con un área de humedales, la Goleta Slough.
Siete aerolíneas operan o planean llegar al aeropuerto a partir de febrero de 2019 con vuelos directos a Denver, Los Ángeles y San Francisco por United Airlines; Portland y Seattle por Alaska Airlines; Phoenix y Dallas/Fort Worth por American Airlines; Denver por Frontier Airlines; Mineápolis por Sun Country Airlines; Oakland, Sacramento y Las Vegas por Contour Airlines, y Salt Lake City por Delta Airlines. En 2017, más de 710,000 pasajeros utilizaron el aeropuerto.
Dos operadores de base fija están en el campo, Signature Flight Support y Atlantic Aviation, y dos escuelas de vuelo, Above All Aviation, y Spitfire Aviation. 
Además de los vuelos regulares que ofrecen otras aerolíneas, Surf Air vuela los Pilatus PC-12 de ocho asientos a Burbank y San Carlos en California a través de un programa de membresía y de pago por vuelo.

## Aerolíneas y destinos

### Pasajeros
| Aerolíneas         | Destinos                                                   |
| ------------------ | ---------------------------------------------------------- |
| Alaska Airlines    | Portland (OR), Seattle/Tacoma                              |
| American Airlines  | Dallas/Fort Worth Estacional: Phoenix–Sky Harbor           |
| American Eagle     | Phoenix–Sky Harbor                                         |
| Delta Air Lines    | Atlanta, Salt Lake City                                    |
| Southwest Airlines | Denver, Las Vegas, Oakland, Phoenix–Sky Harbor, Sacramento |
| United Airlines    | Denver, San Francisco                                      |
| United Express     | Denver, Los Ángeles, San Francisco                         |

### Carga
| Aerolíneas   | Destinos                 |
| ------------ | ------------------------ |
| Ameriflight  | Burbank, San Luis Obispo |
| FedEx Feeder | Ontario                  |

## Estadísticas

### Tráfico anual

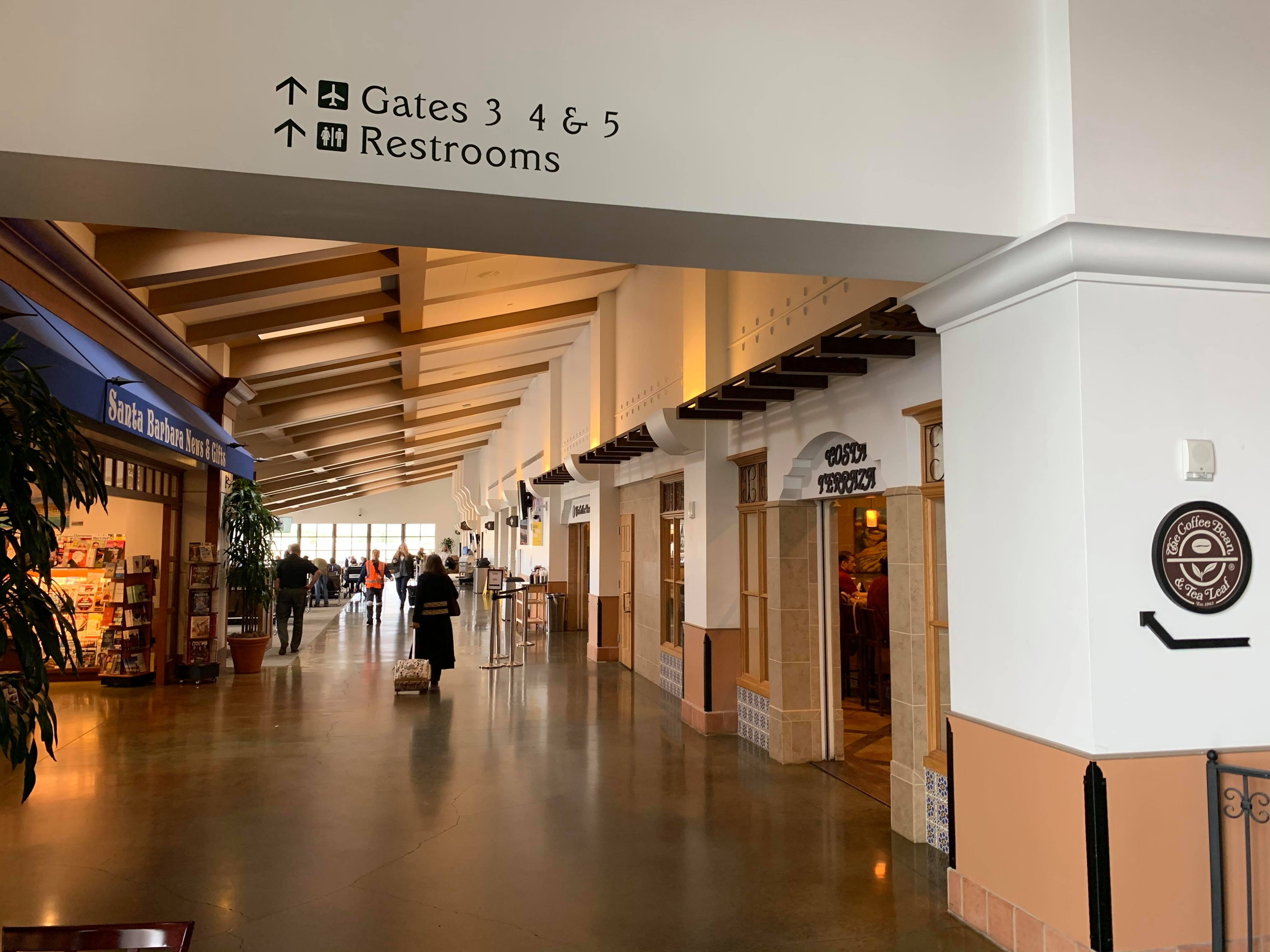
Negocios dentro de la terminal del aeropuerto, incluyendo The Coffee Bean & Tea Leaf.

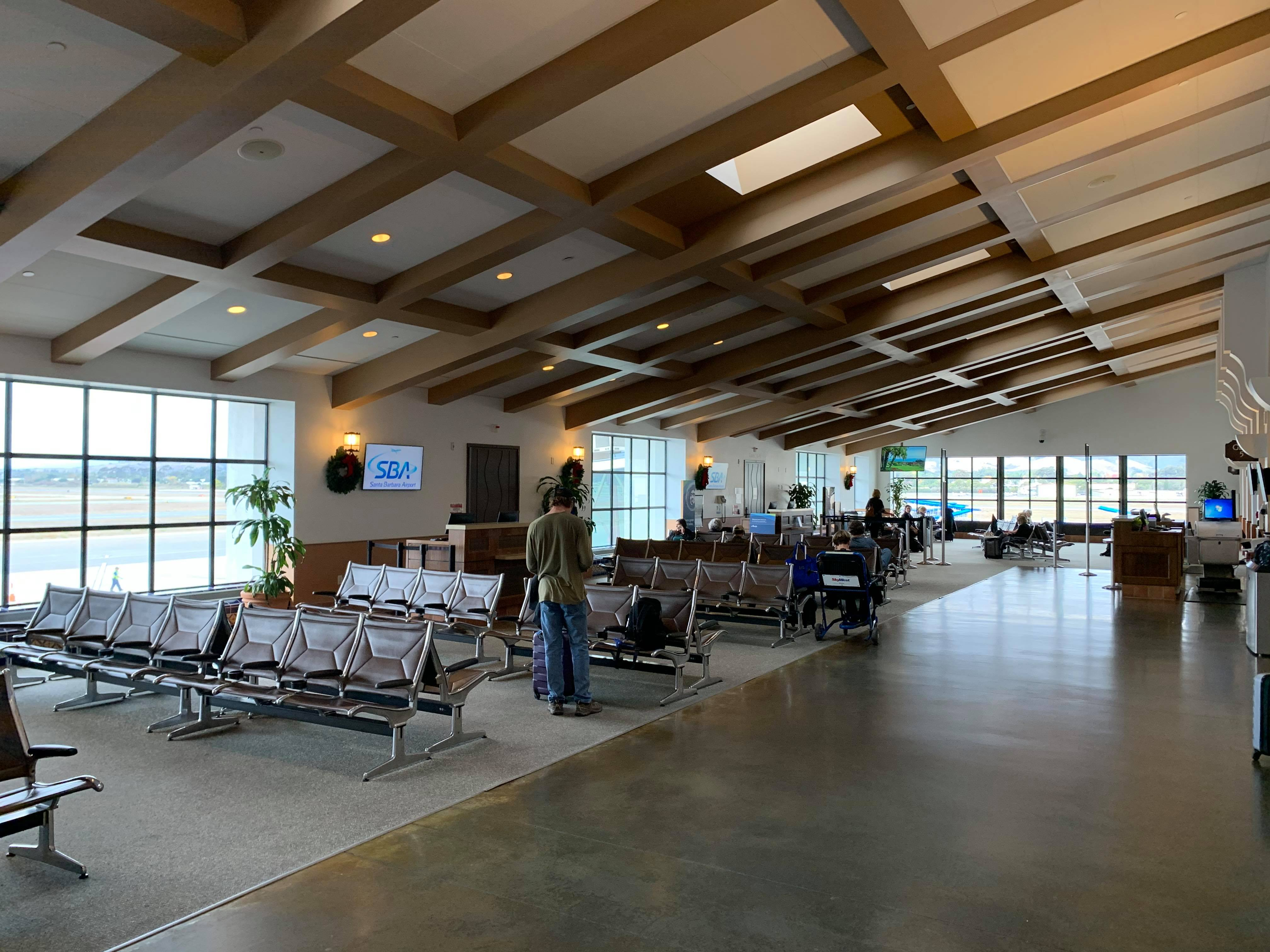
Puertas 3-5 en el aeropuerto.

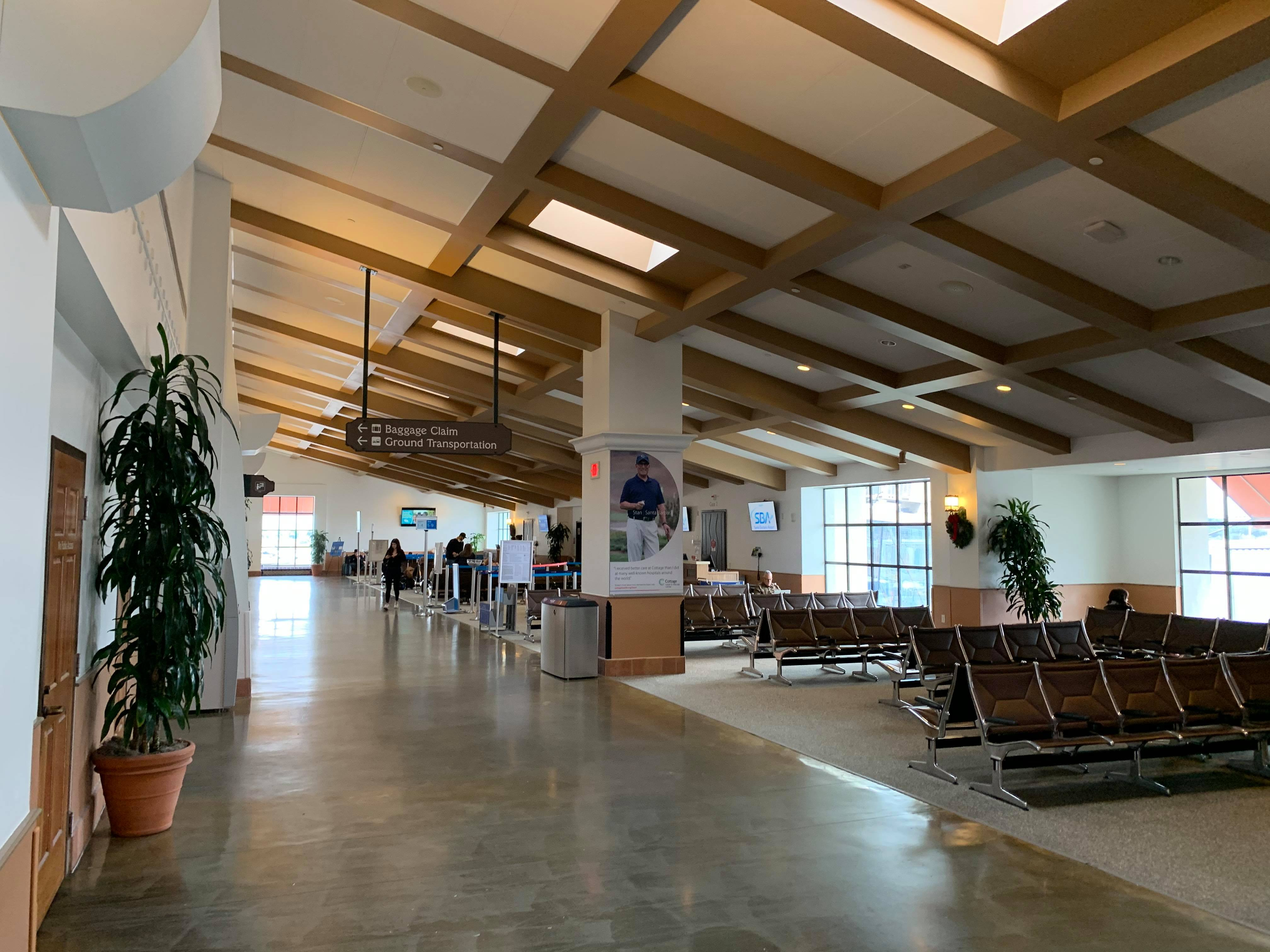
Puertas 1 y 2 en el aeropuerto.

| Year | Passengers |
| ---- | ---------- |
| 1998 | 823,160    |
| 1999 | 792,548    |
| 2000 | 776,904    |
| 2001 | 725,140    |
| 2002 | 731,464    |
| 2003 | 752,762    |
| 2004 | 823,935    |
| 2005 | 855,371    |
| 2006 | 858,549    |
| 2007 | 819,327    |
| 2008 | 817,093    |
| 2009 | 746,730    |
| 2010 | 754,071    |
| 2011 | 721,551    |
| 2012 | 727,679    |
| 2013 | 708,854    |
| 2014 | 662,661    |
| 2015 | 627,048    |
| 2016 | 658,955    |
| 2017 | 710,614    |
| 2018 | 760,353    |
| 2019 | 998,691    |
| 2020 | 385,000    |
| 2021 | 1,745,000  |
| 2022 | 2,428,000  |
| 2023 | 1,277,545  |
| 2024 | 1,418,996  |